# Języki zaza-gorani
Języki zaza-gorani – zespół językowy w obrębie języków północno-zachodnioirańskich.

## Klasyfikacja Merritta Ruhlena
Języki irańskie
- Języki zachodnioirańskie
  - Języki północno-zachodnioirańskie
    - Język medyjski†
    - Język partyjski†
    - Języki środkowoirańskie
    - Języki semnani
    - Języki kaspijskie
    - Języki tałyskie
    - Języki beludżi
    - Języki kurdyjskie
    - Języki zaza-gorani
      - Język zazaki
      - Język gurani (gorani)

## Klasyfikacja Ethnologue
Języki irańskie
- Języki zachodnioirańskie
  - Języki północno-zachodnioirańskie
    - Języki beludżi
    - Języki kaspijskie
    - Języki środkowoirańskie
    - Języki kurdyjskie
    - Języki ormuri-paraczi
    - Języki semnani
    - Języki tałyskie
    - Języki zaza-gorani
      - Język bajelani
      - Język gurani
      - Język sarli
      - Język szabak
      - Język zazaki północny
      - Język zazaki południowy